# (8218) Hosty
(8218) Hosty (1996 JH) – planetoida z pasa głównego asteroid okrążająca Słońce w ciągu 3 lat i 193 dni w średniej odległości 2,32 au. Została odkryta 8 maja 1996 roku.